# L'Habit
L'Habit är en kommun i departementet Eure i regionen Normandie i norra Frankrike. Kommunen ligger i kantonen Saint-André-de-l'Eure som tillhör arrondissementet Évreux. År 2022 hade L'Habit 486 invånare.

## Befolkningsutveckling
Antalet invånare i kommunen L'Habit
Referens:INSEE